# ديوغو لايت
ديوغو لايت هو لاعب كرة قدم برتغالي، ولد في 23 يناير 1999 في بورتو في البرتغال. لعب مع نادي بورتو.

## وصلات خارجية
- ديوغو لايت على موقع الاتحاد الأوربي (الإنجليزية)
- ديوغو لايت على موقع إي إس بي إن إف سي (الإنجليزية)
- ديوغو لايت على موقع قاعدة بيانات كرة القدم.إي يو (الإنجليزية)
- ديوغو لايت على موقع Soccerbase.com (لاعب) (الإنجليزية)
- ديوغو لايت على موقع Soccerway.com (الإنجليزية)
- ديوغو لايت على موقع عالم كرة القدم.نت (الإنجليزية)